# Ritus Hauniensis
Ritus Hauniensis (det københavnske ritual) er et dansk frimurerritual skrevet i 1929 af psykologen Grunddal Sjallung. Ritualet bygger på det kendte engelske emulationritual, men henter inspiration fra franske såvel som tyske frimureritualer.
Ritualet anvendtes fra 1930 til begyndelsen af 1990'erne af Det Danske Frimurerlaug. I dag anvendes ritualet af Storlogen af Danmark og Danske, Frie og Uafhængige Murere.